# Dennis Taylor (snooker)
Dennis Taylor (n. 19 ianuarie 1949, Coalisland⁠(d), Irlanda de Nord, Regatul Unit) este un jucător nord-irlandez retras de snooker și actual comentator BBC.
Nu a fost niciodată lider mondial dar a câștigat Campionatul Mondial de la Sheffield în 1985 în una din cele mai memorabile finale din istorie (împotriva lui Steve Davis, într-un meci decis în decisiv la bila neagră).
Taylor este arhicunoscut pentru simțul umorului.  